# Pertusaria subradians
Pertusaria subradians är en lavart som beskrevs av Müll. Arg. Pertusaria subradians ingår i släktet Pertusaria och familjen Pertusariaceae.   Inga underarter finns listade i Catalogue of Life.